# امالت
امالت (به انگلیسی: Amalthe) یک منطقهٔ مسکونی در هند است که در مهاراشترا واقع شده‌است.